# Сопятино (Харовский район)
Сопятино — деревня в Харовском районе Вологодской области на реке Кумжа.
Входит в состав Шапшинского сельского поселения, с точки зрения административно-территориального деления — в Шапшинский сельсовет.
Расстояние по автодороге до районного центра Харовска — 41 км, до центра муниципального образования Шапши — 7 км. Ближайшие населённые пункты — Зуена, Машутиха, Митинская, Пожарище.
По переписи 2002 года население — 6 человек.